# ماشی (کرخه)
ماشی (کرخه)، روستایی در عبدالخان  از توابع بخش مرکزی شهرستان کرخه در استان خوزستان ایران است.

## جمعیت
این روستا در دهستان سیدعباس قرار دارد و براساس سرشماری مرکز آمار ایران در سال ۱۳۸۵، جمعیت آن ۱۷۱ نفر (۲۹خانوار) بوده‌است.